# Bandera de Ripoll
La bandera oficial de Ripoll té la següent descripció:
Bandera apaïsada, de proporcions dos d'alt per tres de llarg, verd fosc, amb un gall groc mirant i tocant al pal i una perla ondada blanca disposada horitzontalment.
Va ser aprovada el 26 de juliol de 2010 i publicada en el DOGC el 6 d'agost del mateix any amb el número 5687.